# Théorème de Freiman
En mathématiques, le théorème de Freiman est un résultat combinatoire de théorie additive des nombres dû à Gregory Freiman (en),,, selon lequel, pour un ensemble fini A d'entiers, si la somme de A avec lui-même n'est « pas trop grosse » par rapport à A, alors A est inclus dans une progression arithmétique généralisée elle-même « pas trop grosse ».

## Énoncé
Pour toute constante c > 0, il existe un entier naturel n et une constante c' tels que :
pour tout ensemble fini A d'entiers tel que card(A + A) ≤ c card(A), il existe des entiers a, q1, … , qn, l1, … , ln tels que
Un cas simple instructif est le suivant : on a toujours card(A + A) ≥ 2 card(A) – 1, avec égalité si et seulement si A est une progression arithmétique.
L'intérêt pour ce théorème et ses généralisations et applications a été ravivé par une nouvelle preuve due à Imre Z. Ruzsa (en),. En 2002, Mei-Chu Chang a donné de nouvelles estimations polynomiales de la taille des progressions arithmétiques qui apparaissent dans le théorème.
Green et Ruzsa ont généralisé le théorème pour un groupe abélien arbitraire : ici, A peut être contenu dans la somme d'une progression arithmétique généralisée et d'un sous-groupe.